# Yolka
Йолка（羅馬化：Yolka）是時任乌克兰总统维克托·亚努科维奇的一个著名口误。他在一次烏克蘭語演講中忘记了“圣诞树”（羅馬化：Yalynka）这个词该怎么读，花了十秒钟之后说出了對應的俄语詞彙（羅馬化：yolka）。敖德薩大學教授兼语言学家葉夫亨·奧哈倫科（Євген Огаренко）认为，这个词最终延伸出了“不懂乌克兰语的乌克兰总统”之含义。

## 起源
2010年，时任乌克兰总统亚努科维奇以「準備新年」為理由，下令驱散了在独立广场上抗议稅金改革的示威者，并拆除了广场上的帐篷营地。随后，他于12月3日的電視採訪上对记者说：
Сьогодні в Києві вже встановлюється на тому місці, де вчора стояли палатки пікетувальників... Сьогодні вже встановлюється новорічна...（长时间的停顿）... «йолка», і люди почнуть дуже-дуже скоро святкувати Новий рік. Ми підтримуємо бажання киян жити в спокої, в стабільній ситуації, будемо все робити для того, щоб це відбувалось завжди, був гарний настрій.
今天在基辅，他们已经在那个地方建起来了，昨天那里还有纠察队的帐篷……今天，正在建造一个新的…（长时间的停顿）…“yolka”，人们很快就会开始庆祝圣诞夜。我们祝你生活在稳定和平的环境下，我们将尽最大努力确保你始终心情愉快。——维克托·亚努科维奇
自此亚努科维奇身为乌克兰总统却不会说乌克兰语的這段视频也被广泛传播，並被网民大量惡搞，例如将他思考「圣诞树」一词该如何读的停顿和博尔特完成100米跑的時間作比較。

## 在廣場革命中的使用

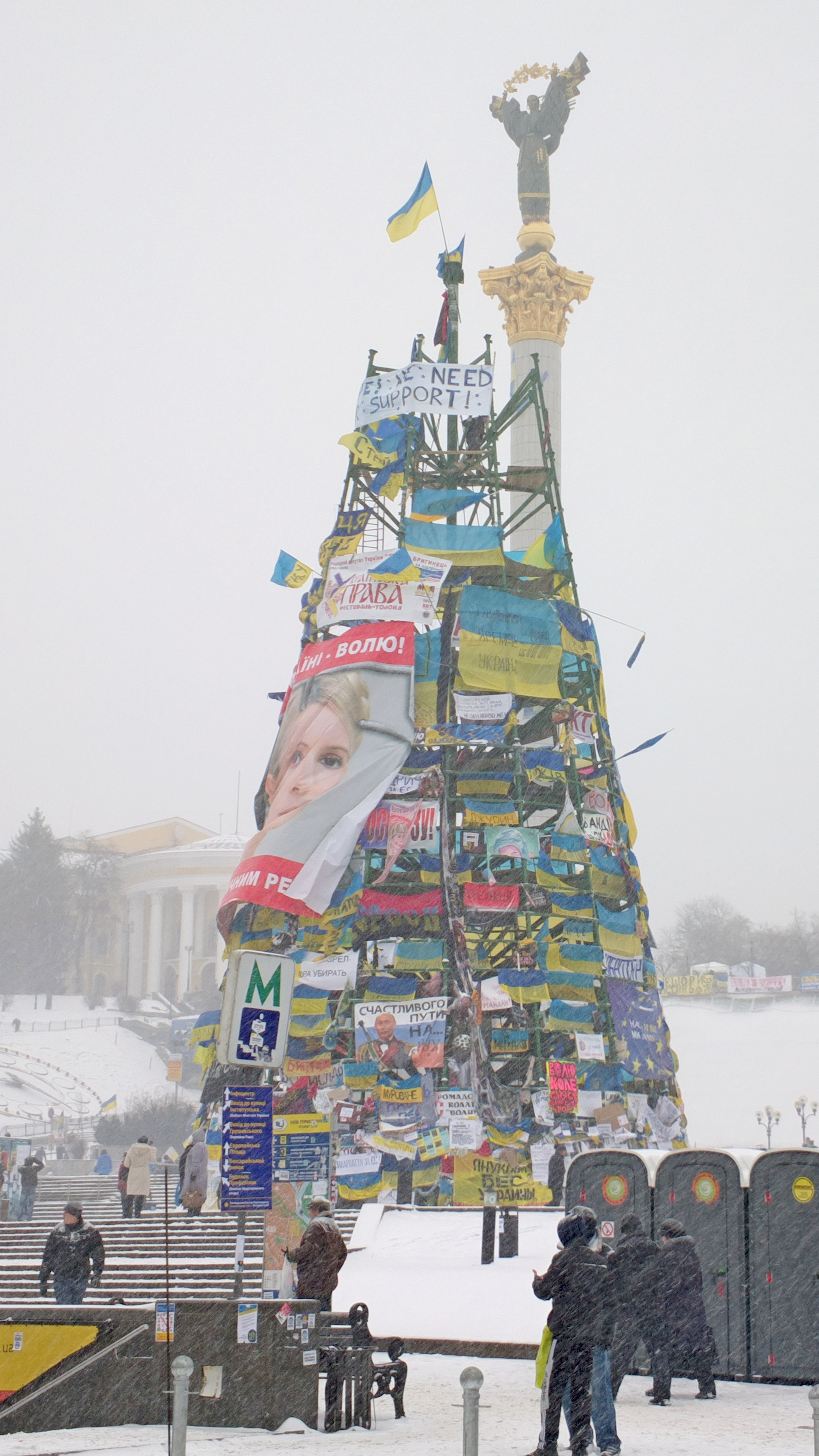
2013年12月9日，基辅独立广场上的聖誕樹，又被戲稱為Yolka

在2013至2014年的廣場革命中，在首都基辅独立广场上因示威而未能完成安装的圣诞树也因此被人们戏称为Yolka。这颗未完成安装的圣诞树也成为了尊严革命的象征之一，它直到2014年8月14日才被拆除。